# Apiconoma opposita
Apiconoma opposita är en fjärilsart som beskrevs av Walker 1854. Apiconoma opposita ingår i släktet Apiconoma och familjen björnspinnare. Inga underarter finns listade i Catalogue of Life.